# Școala generală „Carol I" din Curtea de Argeș
Școala generală „Carol I" este un monument istoric aflat pe teritoriul municipiului Curtea de Argeș.

## Istoric și trăsături
Este o clădire tipică programului național pentru realizarea de clădiri de învățământ inițiat de Spiru Haret. Acoperișul cu învelitoare de țiglă și tâmplăria originală au fost pierdute la renovarea de la începutul secolului XXI.

## Imagini din exterior

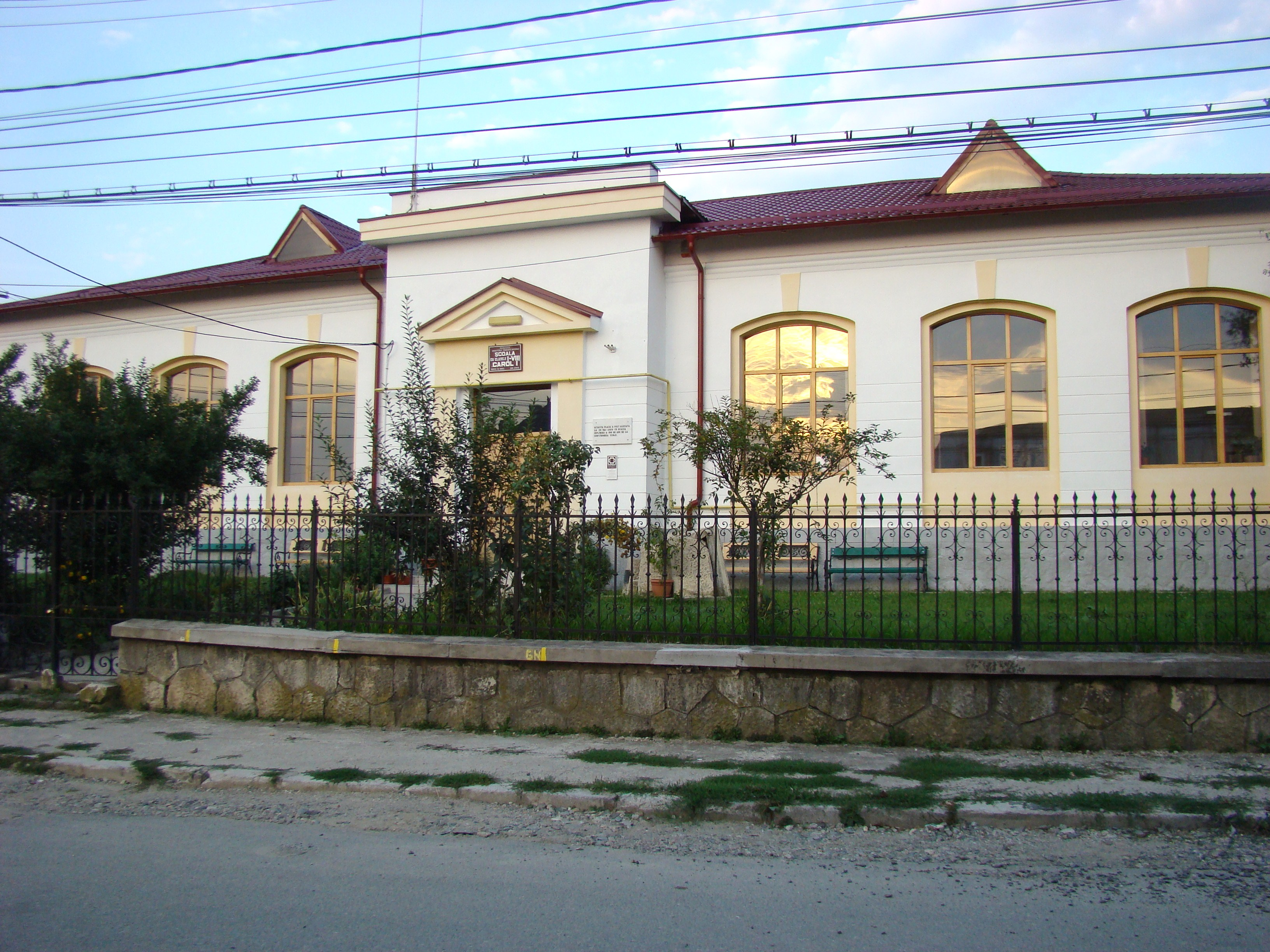
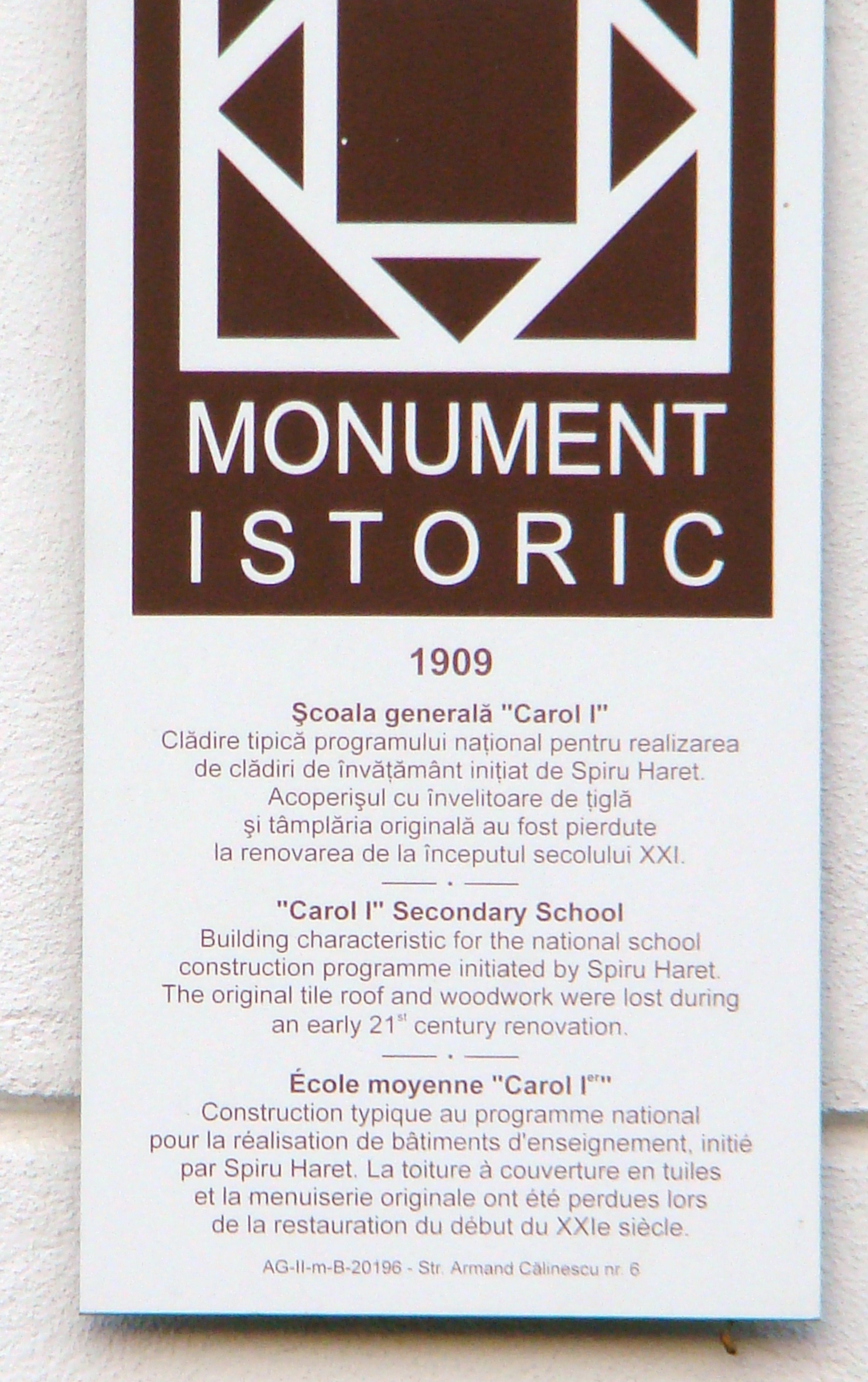

## Vezi și
- Curtea de Argeș